# Acquacanina
Acquacanina ist eine Ortschaft der Gemeinde Fiastra und ehemalige Gemeinde (comune) in der Provinz Macerata in der Region Marken in Italien. Sie hat 122  Einwohner (Stand 31. Dezember 2016). Acquacanina liegt etwa 37,5 Kilometer südwestlich von Macerata im Nationalpark Monti Sibillini und am Fiastrone, dem Zufluss des Lago di Fiastra, und gehört zur Comunità montana di Camerino. Der Verwaltungssitz der Gemeinde befand sich im Ortsteil Piè del Colle. Zum 1. Januar 2017 wurde Acquacanina der Nachbargemeinde Fiastra angegliedert.